# Sitia
Sitia (Grieks: Σητεία) is een havenplaats in het oostelijk deel van het Griekse eiland Kreta, ongeveer 70 kilometer van Agios Nikolaos. De veerboot van Piraeus via Iraklion naar de eilanden van de Dodekanesos stopt hier. Tevens is er sinds 2005 een internationaal vliegveld. De gemeente (dimos) Sitia heeft 18.550 inwoners, de plaats ongeveer 8900. Tot Sitia behoort ook Itanos.
De geschiedenis van het plaatsje gaat terug tot de Minoïsche beschaving, ongeveer 3500 v.Chr. In de Middeleeuwen was het onder Venetiaanse heerschappij. Sitia is in de loop der tijden driemaal verwoest; door een aardbeving in 1508, door een aanval van piraten in 1538 en door de Venetiaanse machthebbers in 1651. Daarna is het twee eeuwen verlaten geweest, totdat in 1869 een aantal boeren zich in het gebied vestigden.
Sitia is een belangrijk economisch centrum voor de regio, met enerzijds de haven en anderzijds olijventeelt

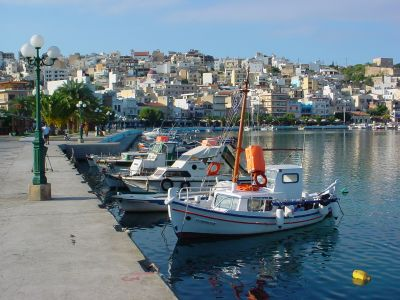
De haven van Sitia